# Richard Harland (Autor)
Richard Harland (* 15. Januar 1947 in Huddersfield) ist ein englischer Fantasy- und Science-Fiction-Autor.

## Leben
Richard Harland wurde am 15. Januar 1947 in Huddersfield, England, geboren; 1970 siedelte er nach Australien über. Dort arbeitete er zunächst mehrere Jahre als Sänger, Texter und Dichter, bevor er Universitätsdozent wurde. Seit 1997 ist Harland freier Schriftsteller, er lebt heute in New South Wales. Bereits fünf seiner belletristischen Werke sind mit dem Aurealis Award für Science Fiction ausgezeichnet worden, so 2005 The Black Crusade (Golden Aurealis Novel) und Catabolic Magic (Fantasy Kurzgeschichte), 2006  The Greater Death of Saito Saku (SF-Kurzgeschichte) und 2009 die Kinderbücher Escape!,  Under Siege, Race to the Ruins und  The Heavy Crown. Auf dem deutschsprachigen Buchmarkt wurde Harland durch seine Romane Worldshaker (2010) und Liberator (2011) bekannt. 2013 erschien sein jüngstes Werk Song of the Slums.

## Bibliographie

### The Vile Files
- The Vicar of Morbing Vyle, Karl Evans 1993, ISBN 0-646-12963-5
- The Black Crusade, Aurealis Books / Chimaera Publications 2004, ISBN 0-9752143-0-6

### Eddon-and-Vail
- The Dark Edge, Pan / Pan Macmillan 1997, ISBN 0-330-36007-8
- Taken by Force, Pan / Pan Macmillan 1998, ISBN 0-330-36092-2
- Hidden from View, Pan / Pan Macmillan 1999, ISBN 0-7329-0996-1

### Heaven-and-Earth
- Ferren and the Angel, Penguin Books 2000, ISBN 0-14-029231-4
- Ferren and the White Doctor, Penguin Books 2002, ISBN 0-14-100511-4
- Ferren and the Invasion of Heaven, Penguin Books 2003, ISBN 0-14-100512-2

### Wolf-Kingdom
- Escape!, Omnibus Books / Scholastic 2008, ISBN 978-1-86291-700-2
- Under Siege, Omnibus Books / Scholastic 2008, ISBN 978-1-86291-701-9
- Race to the Ruins, Omnibus Books / Scholastic 2008, ISBN 978-1-86291-702-6
- The Heavy Crown, Omnibus Books / Scholastic 2008, ISBN 978-1-86291-703-3

### Jugendliteratur
- Walter Wants to Be a Werewolf (2003)
- Sassycat: The Night of the Dead (2005)
- Worldshaker, Allen & Unwin 2009, ISBN 978-1-74175-709-5
  - Worldshaker, Jacoby & Stuart 2010, Übersetzer Werner Leonhard ISBN 978-3-941787-07-0
- Liberator, Templar Publishing 2011, ISBN 978-1-84877-251-9
  - Liberator, Jacoby & Stuart 2011, Übersetzerin Nicola T. Stuart, ISBN 978-3-941787-35-3
- Song of the Slums, Allen & Unwin 2014, ISBN 978-1-74331-005-2
  - Song of the Slums, Jacoby & Stuart 2013, Übersetzerin Nicola T. Stuart, ISBN 978-3-942787-01-7

### Kurzgeschichten- und Lyriksammlungen
- Testimony (1981)
- Catabolic Magic (2004)
- The Border (2004)
- The Greater Death of Saito Saku (2005) in Daikaiju! Giant Monster Tales (hrsg. von Robin Pen)

### Sachliteratur
- Superstructuralism: The Philosophy of Structuralism and Post-Structuralism (1987)
- Beyond Superstructuralism: The Syntagmatic Side of Language (1993)
- Literary Theory from Plato to Barthes: An Introductory History (1999)